# Jorge Valdivia
För andra betydelser, se Valdivia (olika betydelser).
Jorge Valdivia, född 19 oktober, 1983 i Maracay, Venezuela, är en chilensk fotbollsspelare som spelar i klubben Colo-Colo. Kallas "El Mago" ("Trollkarlen") och spelar som offensiv mittfältare.
Valdivia började sin karriär i Colo-Colo. Senare blev han utlånad till Universidad de Concepción och ännu senare gick han tillbaka till Colo-Colo. 19 spelade matcher och gjorde 10 mål. Den brasilianska fotbollsklubben Palmeiras fattade intresse för den 23-årige offensive mittfältaren och lade ett bud på honom (ungefär 3,5 miljoner dollar). Jorge Valdivia skrev kontrakt med Palmeiras ganska snabbt. Augusti 2008 ville tyska Hertha BSC Berlin och Al Ain Football Club köpa honom. Men till slut köpte Al Ain Football Club honom. 

## Landslaget
Jorge Valdivia har också spelat ett antal matcher för det chilenska landslaget. Han var med och spelade i kvalet till VM 2006 och han fick också följa med coachen Nelson Acosta på hans och det chilenska landslagets turné genom Europa. Laget spelade 3 matcher (1 vinst och 2 oavgjorda) mot Irland, Elfenbenskusten och Sverige. 